# Gobernación de Mogilev
La gobernación de Mogilev (en ruso: Могилёвская губерния; en bielorruso: Магілёўская губерня) era una gobernación del Imperio ruso en el territorio actual de Bielorrusia. Su capital era Mogilev (actual Maguilov).
El área de la gobernación estaba habitada en el siglo X por tribus eslavas de los Krívichi y Radímichi. En el siglo XIV, el territorio era parte  de Lituania, y luego de Polonia. La gobernación fue creada en 1772, en el periodo posterior a la primera partición de Polonia, con partes de los voivodatos de Vítebsk, Mścisław, Połock e Inflanty. Partes de estos territorios también se utilizaron para formar la gobernación de Pskov. En 1796, se unieron las gobernaciones de Maguiliov y Pólotsk para formar la gobernación de Bielorrusia. En 1802, Bielorrusia fue dividida entre las gobernaciones de Vítebsk y Maguiliov.
En 1917, las gobernaciones de Vítebsk, Moguiliov y partes de Minsk y Vilna fueron unidas al Distrito Occidental (conocido a partir de 1918 como Comuna Occidental). En 1918,  este se unió a la gobernación de Smolensk y en octubre de 1919, Moguiliov se recreó como la gobernación de Gómel.